# 戸沢政盛
戸沢 政盛（とざわ まさもり）は、安土桃山時代から江戸時代前期にかけての武将・大名。常陸松岡藩主、のち出羽新庄藩の初代藩主。戸沢氏第20代当主。出羽角館城の戦国大名・戸沢盛安の子。初名は安盛。

## 生涯
天正13年（1585年）、戸沢盛安の長男として生まれる。
生母は、盛安が鷹狩に出た際に見初めた、小古女沢の百姓・源左衛門の娘。身分の低い母を持つ庶子であるため家督を継ぐ資格がないとされ、更にこの女性は後に東光坊という山伏に嫁いだため、政盛は百姓の子として育っていた。ところが、父の盛安が天正18年（1590年）に死去し、その跡を継いだ叔父の戸沢光盛も文禄元年（1592年）に死去、加えて光盛には継嗣がなかったため、戸沢家は断絶の危機に直面した。そこで家臣団は、東光坊を斬殺し政盛を奪い取り、至急大坂に上坂させて豊臣秀吉に謁見させ、家督を相続させた。この折には、光盛の正室であった大森御前（楢岡光清の娘、光信の妹）が養母として付き添っている。
慶長5年（1600年）の関ヶ原の戦いでは、東軍に与して上杉景勝の東禅寺城を攻略し、この功により慶長7年（1602年）、常陸多賀郡、茨城郡などに4万石を与えられ、松岡藩主となった。ただし、上杉家の衰退で秋田家の勢力が増大することを恐れて消極策の行動に終始していた事を咎められ、旧領からは5千石の減封となっている。
慶長19年（1614年）の大坂冬の陣では小田原城、慶長20年（1615年）の大坂夏の陣では江戸城に詰めて守衛を果たし、徳川家に味方した。また、徳川家譜代の重臣鳥居忠政から妹を正室に迎え、継嗣にも忠政の次男戸沢定盛を迎えるなどして鳥居氏、そして幕閣との結びつきを深めた。
元和8年（1622年）、出羽山形藩の最上家が幕府の命により改易されると、最上家の旧領は山形藩主となった鳥居忠政を旗頭としてその縁戚に与えられ、政盛も最上郡と村山郡に2万石を加増されて新庄に移封された。出羽新庄藩6万石の藩主となり、戸沢氏は故郷出羽国への復帰を果たした。その後は藩政確立に尽力した。
慶安元年（1648年）閏1月22日に死去した。享年64。定盛が早世したことから、跡を実子の正誠が継いだ。

## 家臣
- 戸沢政房-重臣。大坂落城後、常陸松岡藩主であった政盛を頼る。子孫は新庄藩家老として知行1700石。[9]
- 戸沢盛元（？～？）-戸沢安房の子。慶長七年、戸沢氏の常陸移封に従う。
- 戸沢盛茂（？～1647年）-盛元の子。金左衛門とも。慶長八年正月二十四日、常陸多河郡に百五十石。後に戸沢家を去り、最上家に仕える。慶長十七年五月九日、二百五十石。正保四年二月二十四日没。子の親盛は最上家、佐竹家に仕えた。
- 吉高盛信-楢岡光信の四男。知行は900石。新庄藩家老として藩政に重きをなした。
- 八柳盛繁-慶長3年（1598年）、伏見城普請に際して材木を安東氏から受領する際、受取証書を発行の署名に見受けられる。家格は中老格、八柳極人・八柳馬之丞親子らを輩出すなど家門は栄えた。
- 安島隼人-代々の当主は主に五左衛門の仮名を用いた。
- 戸蒔義広-戸蒔城主を務めた。関ヶ原の戦いの際、主家とともに東軍の最上義光に従って出陣し、西軍の小野寺義道と戦うが、角間川で戦死した。

## 系譜
父母
- 戸沢盛安（父）
- 仙北在家の娘 ー 側室（母）

正室
- 真室御前、巨川院 ー 鳥居元忠の娘

側室
- 於佐古、久照院 ー 楢岡光信の娘
- 天慶院 ー 門屋氏の娘

子女
- 戸沢正誠（次男）生母は久照院（側室）
- 戸沢定盛正室
- 加藤泰興継室